# 蒙默拉-圣索尔兰
蒙默拉-圣索尔兰（法語：Montmelas-Saint-Sorlin，法語發音：[mɔ̃məla sɛ̃ sɔʁlɛ̃]）是法国罗讷省的一个市镇，属于索恩河畔自由城区。该市镇于1808年由原市镇蒙默拉（Montmelas）和圣索尔兰（Saint-Sorlin）合并而成。

## 地理
蒙默拉-圣索尔兰（46°0'55"N, 4°36'35"E）面积4.24 平方千米，位于法国奥弗涅-罗讷-阿尔卑斯大区罗讷省，该省份为法国中东部省份，北起顺时针与索恩-卢瓦尔省、安省、里昂大都会、伊泽尔省和卢瓦尔省接壤。
与蒙默拉-圣索尔兰接壤的市镇（或旧市镇、城区）包括：布拉塞、博若莱地区沃、里沃莱、德尼塞、圣于连。

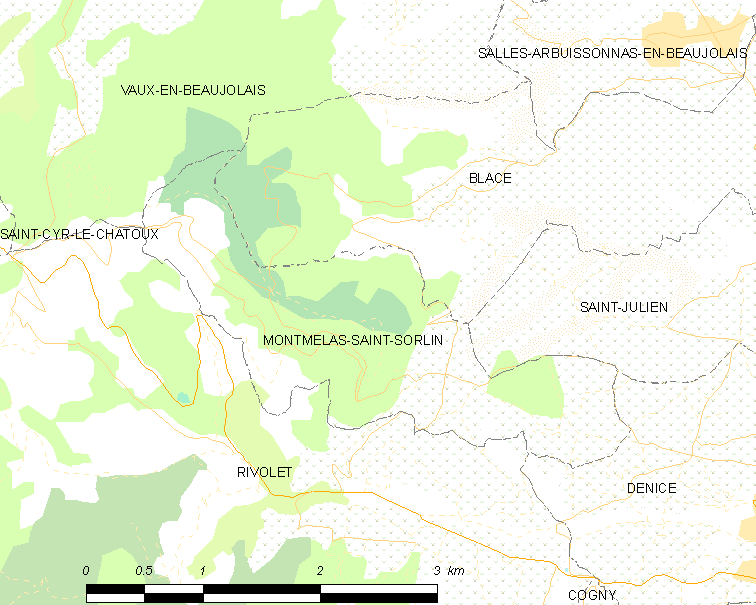
蒙默拉-圣索尔兰的OSM定位图

蒙默拉-圣索尔兰的时区为UTC+01:00、UTC+02:00（夏令时）。

## 行政
蒙默拉-圣索尔兰的邮政编码为69640，INSEE市镇编码为69137。

## 政治
蒙默拉-圣索尔兰所属的省级选区为格莱泽县。

## 人口

1962-2008年间蒙默拉-圣索尔兰人口变化图示

蒙默拉-圣索尔兰于2022年1月1日时的人口数量为530人。